# Волянский, Евгений Павлович
Евгений Павлович Волянский (при рождении и до 1941 года — Ефим Борисович Коренцвит; 1921—1988) — участник Великой Отечественной войны, партизанский командир, капитан (1944).

## Биография
Родился 22 июля 1921 г. в городе Одесса. В 1939 г. был призван в Красную армию. Служил командиром отделения 251 ОСБ, заместителем командира взвода 55 инженерного батальона, командиром взвода истребительного отряда 5 танкового корпуса. В сентябре 1941 г. с группой бойцов был направлен в тыл врага в Смоленскую область с разведывательным заданием. Попав в окружение, вступил в партизанский отряд, который в дальнейшем влился в партизанскую дивизию «Дедушка», где был назначен начальником разведки 3 батальона 3 партизанского полка. В апреле 1942 он был переведен командиром группы в диверсионный отряд специального назначения ООНКВД Западного фронта, действовавшего в Смоленской области, где служил до октября того же года.
Комиссар Сумско-Винницкого партизанского соединения Д. Т. Бурченко характеризует своего комиссара разведки старшего лейтенанта Е. Волянского: — «Волянский — настоящий кумир молодежи. А, впрочем, его знали и любили почти все партизаны соединения. Это был смелый разведчик, спокойный, рассудительный боец, не терявшейся в любой обстановке. Выполнял самые сложные и рискованные задания командования. Евгений мог зимой, не страшась студеной воды, достичь противоположного берега реки, мог, если нужно вмерзнуть в лед, часами лежать без движения на виду фашистов, только бы не выдать себя и товарищей. Он умел не спать, когда другие уже не могли справиться с дремотой. И, напротив, мог засыпать, едва выдавалась для этого подходящая минута затишья. Ко всему этому, Волянский был веселый и остроумный парень, прекрасный товарищ, на которого всегда можно положиться. За своим комиссаром бойцы шли на самые трудные задания».(Бурченко Д. Т. Рейд к Южному Бугу [1])
В феврале 1943 г. десантировался в партизанское соединение полковника Мельника, где служил комиссаром главразведки соединения до апреля 1944 г. В августе 1944 г. по приказу УШПД десантировался в Словакию, где создал Словацкую партизанскую бригаду «За свободу славян» и командовал ею до соединения с Советской Армией в феврале 1945 г. За время действия бригады было уничтожено свыше 3000 солдат и офицеров противника, взято в плен 60 человек, уничтожено 23 танка, 53 автомобиля, 3 железнодорожных состава, взорвано 27 мостов.

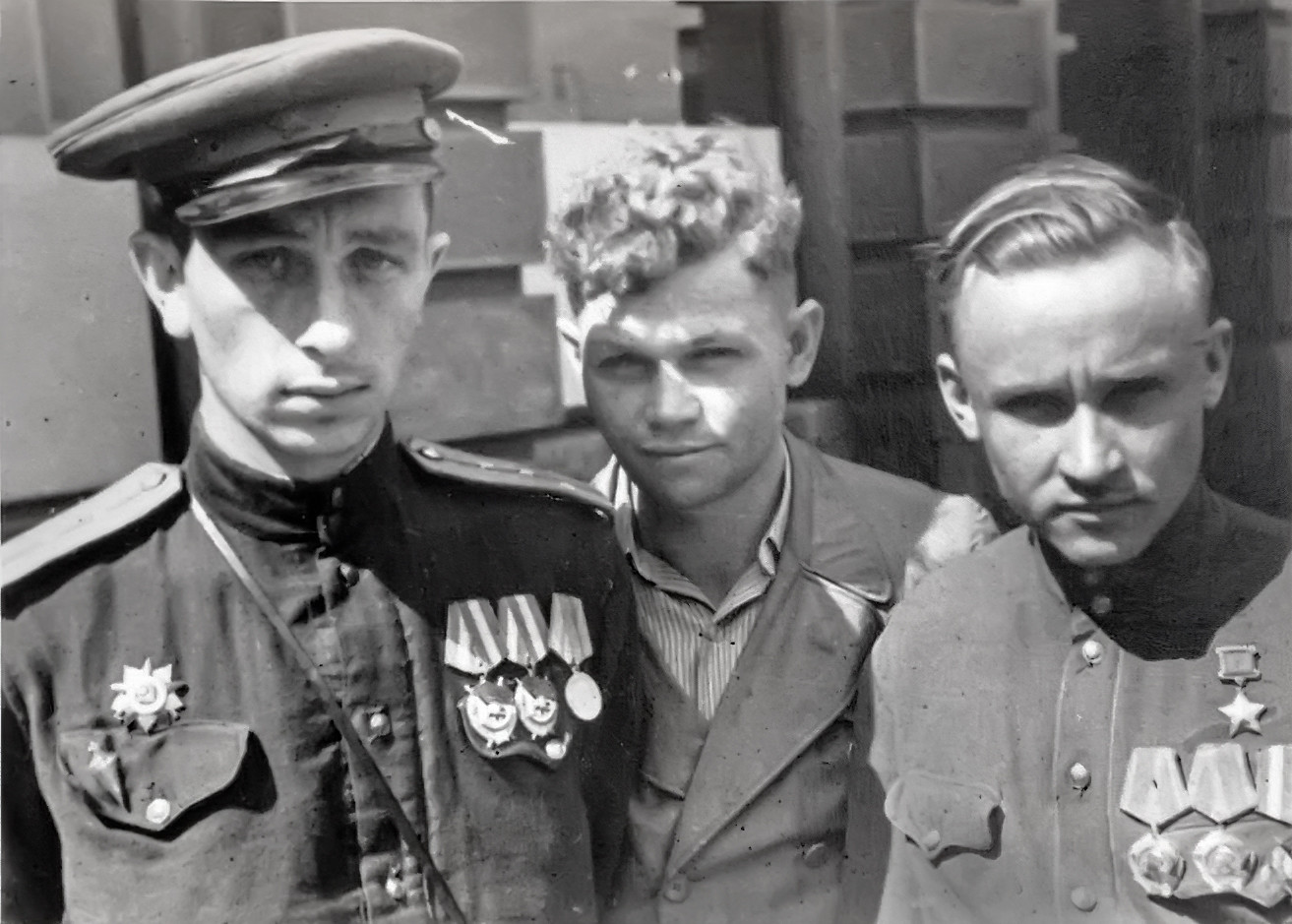
Квитинский Вячеслав Антонович (справа), Герой Советского Союза, командир партизанской бригады имени К. Готвальда; Волянский Евгений Павлович (слева), командир партизанской бригады «За свободу славян», и неизвестный (в центре), 1945 г.

В декабре 1945 года уволен в запас по состоянию здоровья. Учился в Одессе, работал в Киеве. С сентября 1983 года — персональный пенсионер.

## Награды
Волянский трижды был представлен к званию Героя Советского Союза. Первый раз за то, что вдвоем с помощником взорвал идущий на фронт немецкий бронепоезд. Второй раз за то, что лично сумел захватить прямо в штабе пехотной дивизии немецкого генерала и доставить к партизанам. Третий раз — за вывод из окружения партизанской бригады в Словакии (представление от генерала Людвига Свободы). Все три раза награда была заменена на Орден Красного Знамени.
Список наград:
- Три Ордена Красного Знамени
- Орден Отечественной войны I степени
- Орден Отечественной войны II степени
- Народный Герой Чехословакии
- Четыре чехословацких ордена
- Медали, среди которых — «Партизану Отечественной войны 1 степени».
- Нагрудный знак Партизана (Чехословакия)